# Nord SS.12
SS.12 var en robot utvecklad av Nord Aviation under 1950-talet. Roboten var betydligt större än dess föregångare SS.11 och var tänkt att användas mot befästningar och fartyg snarare än stridsvagnar.

## Historia
Den flygburna varianten AS.12 togs i tjänst 1960 som beväpning på franska flottans Breguet Alizé och Alouette II. År 1966 togs den marina varianten SS.12M i tjänst på de libyska patrullbåtarna av Susa-klass. Båtarna var tillverkade av den brittiska firman Vosper & Company och var de första robotbeväpnade patrullbåtarna tillverkade i väst. Roboten visade sig kunna ge även små fartyg stor eldkraft och kom att exporteras till ett flertal länder, bland annat Sverige där den användes inom Kustartilleriet med beteckningen Robot 54.
Roboten användes av båda sidor under Falklandskriget. Bland annat avfyrade brittiska flottans Westland Wasp-helikoptrar åtta AS.12-robotar mot den argentinska ubåten ARA Santa Fe i Grytviken 25 april 1982. Fyra av robotarna träffade, två av dem exploderade dock först efter att de slagit igenom ubåtstornet och kommit ut på andra sidan. Ubåten blev så illa skadad att den övergavs av sin besättning och sedan sjönk på grunt vatten intill kajen. Den 11 juni 1982 avlossades två robotar från en Westland Wessex mot stadshuset i Port Stanley där ledningen för den argentinska ockupationsstyrkan hade morgonmöte. Båda robotarna missade.

## Konstruktion
Roboten har en tvåstegsmotor med en startraket som driver upp roboten i 300 km/h och en banmotor som håller den hastigheten i en halv minut. Banmotorn sitter i mitten av roboten med två dysor i höjd med fenornas bakkant. De fyra fenorna är vinklade 1° för att få roboten att rotera, vilket ger ökad stabilitet. 
Roboten är trådstyrd och skytten styr den med en joystick. För att skytten ska se roboten tydligt har den två spårljus. Roboten kan förses med tre olika stridsladdningar.
- Halvpansarbrytande
- Riktad sprängverkan
- Splitterladdning

Halvpansarbrytande är den vanligaste laddningen mot sjömål och den kan slå igenom 40 mm stålplåt och detonera med kort fördröjning innanför. Riktad sprängverkan används mot befästningar och splitterladdning mot oskyddade fordon och trupp.